# 피카사 웹 앨범
피카사 웹 앨범(Picasa Web Albums, PWA)은 구글의 이미지 호스팅 및 공유 웹 서비스로, 종종 플리커 및 유사 사이트와 비교된다. 이 서비스는 구글의 사진 구성 데스크톱 프로그램인 피카사와 연결된다. 2016년 5월에 중단되었으며 공개 월드 와이드 웹에서 사진 앨범 공유를 지원하지 않는 구글 포토가 계승했다.
구글 계정이 있는 사용자는 지메일 및 구글 드라이브와 공유되는 15GB의 초기 무료 저장 용량으로 공개 앨범에 사진을 저장하고 공유할 수 있다. 구글+ 사용자의 경우 해상도가 2048x2048픽셀 미만인 사진과 다른 모든 사용자의 경우 해상도가 800x800 미만인 사진의 경우 저장용량이 무제한이었다. 15분 미만의 동영상도 한도에 포함되지 않는다. 저장 공간이 가득 차면 업로드된 사진은 무제한 저장을 위한 해상도에 맞게 자동으로 크기가 조정된다.
2016년 2월 12일 구글은 서비스와 애플리케이션을 각각 2016년 5월 1일과 2016년 3월 15일에 중단한다고 발표했다. 이 애플리케이션의 기존 사용자는 애플리케이션을 계속 사용할 수 있다. 서비스의 기존 사용자는 이미 피카사 웹 앨범에 사진을 저장하고 메타데이터와 함께 앨범을 보고, 다운로드하고, 삭제(편집 또는 구성하지 않음)할 수 있는 새로운 장소인 구글 포토를 사용하도록 권고받았다.